# Potamanaxas
Potamanaxas is een geslacht van vlinders van de familie dikkopjes (Hesperiidae), uit de onderfamilie Pyrginae.

## Soorten
- P. andraemon (Mabille, 1897)
- P. bana (Bell, 1956)
- P. effusa (Draudt, 1922)
- P. flavofasciata (Hewitson, 1870)
- P. frenda (Evans, 1953)
- P. hirta (Weeks, 1901)
- P. laoma (Hewitson, 1870)
- P. latrea (Hewitson, 1875)
- P. melicertes (Godman & Salvin, 1895)
- P. quira (Bell, 1956)
- P. thestia (Hewitson, 1870)
- P. thoria (Hewitson, 1870)
- P. tunga (Bell, 1956)
- P. xantholeuce (Mabille, 1888)